# Aleksandr Ivanov (luchador)
Aleksandr Ivanov (República de Sajá, Unión Soviética, 10 de enero de 1951) es un deportista soviético retirado especialista en lucha libre olímpica donde llegó a ser subcampeón olímpico en Montreal 1976.

## Carrera deportiva
En los Juegos Olímpicos de 1976 celebrados en Montreal ganó la medalla de plata en lucha libre olímpica de pesos de hasta 52 kg, tras el luchador japonés Yuji Takada (oro) y por delante del surcoreano Jeon Hae-Sup (bronce).